# Áno Tripótama
Áno Tripótama (grec moderne : Άνω Τριπόταμα) est une localité située dans le dème de Kalávryta, dans le district régional d'Achaïe, dans la périphérie de Grèce-Occidentale, en Grèce.
Selon le recensement de 2021, elle compte 57 habitants.